# Liste der Mitglieder der Deutschen Akademie der Naturforscher Leopoldina/1911
Die Liste der Mitglieder der Deutschen Akademie der Naturforscher Leopoldina für 1911 enthält alle Personen, die im Jahr 1911 zum Mitglied ernannt wurden. Insgesamt gab es elf neu gewählte Mitglieder.

## Neu gewählte Mitglieder
| Nr.  | Name                             | Geboren       | Aufnahme | Gestorben     | Fachsektion                                                        | Bild                   |
| ---- | -------------------------------- | ------------- | -------- | ------------- | ------------------------------------------------------------------ | ---------------------- |
| 3326 | Walther Hermann Nernst           | 25. Juni 1864 | 8. Feb.  | 18. Nov. 1941 | Physik und Meteorologie Chemie                                     | Walther Hermann Nernst |
| 3327 | Gabriel Anton                    | 28. Aug. 1858 | 1. Mrz.  | 3. Jan. 1933  | Wissenschaftliche Medizin                                          | Gabriel Anton          |
| 3328 | Erwin Von Baelz                  | 13. Jan. 1849 | 1. Mai   | 31. Aug. 1913 | Anthropologie, Ethnologie und Geographie Wissenschaftliche Medizin | Erwin von Baelz        |
| 3329 | Josef Zawodny                    | 1870          | 1. Jul.  |               | Botanik                                                            |                        |
| 3330 | Edward Schäfer                   | 2. Juni 1850  | 3. Jul.  | 29. März 1935 | Physiologie                                                        | Edward Schäfer         |
| 3331 | Hans Horst Meyer                 | 17. März 1853 | 8. Jul.  | 6. Okt. 1939  | Physiologie                                                        | Hans Horst Meyer       |
| 3332 | George Henry Hermann Karsten     | 3. Nov. 1863  | 5. Aug.  | 7. Mai 1937   | Botanik                                                            |                        |
| 3333 | Samuel James Meltzer             | 22. März 1851 | 7. Aug.  | 7. Nov. 1920  | Physiologie                                                        | Samuel James Meltzer   |
| 3334 | Rudolf Carl August Caesar Beneke | 22. Mai 1861  | 10. Aug. | 1. Apr. 1946  | Wissenschaftliche Medizin                                          |                        |
| 3335 | Ernest William Hobson            | 27. Okt. 1856 | 9. Okt.  | 19. Apr. 1933 | Mathematik und Astronomie                                          | Ernest William Hobson  |
| 3336 | Rudolf Gottlieb                  | 1. Sep. 1864  | 13. Okt. | 31. Okt. 1924 | Physiologie                                                        |                        |